# Dozulé
Dozulé – miejscowość i gmina we Francji, w regionie Normandia, w departamencie Calvados.
Według danych na rok 1990 gminę zamieszkiwało 1515 osób, a gęstość zaludnienia wynosiła 290 osób/km² (wśród 1815 gmin Dolnej Normandii Dozulé plasuje się na 149. miejscu pod względem liczby ludności, natomiast pod względem powierzchni na miejscu 867.).